# Rebecca Welch
Rebecca Welch (Washington, 1º dicembre 1983) è un'ex arbitro di calcio inglese.
Nel 2023 è diventata la prima donna ad arbitrare una partita di Premier League, la massima serie del campionato inglese maschile. Nel 2024 è stata inserita nella Hall of Fame del calcio inglese, secondo arbitro dopo Jack Taylor.

## Carriera
Impiegata negli uffici amministrativi del NHS Business Services Authority, Welch è diventata arbitro di calcio nel 2010, affiancando le due attività; nel 2019 ha scelto la professione di arbitro a tempo pieno. Ha seguito i corsi di formazione alla Durham County Football Association. Le prime due partite arbitrate erano incontri di calcio femminile universitario, mentre la terza partita era una sfida della Sunday league nei pressi di Sunderland.
In carriera ha arbitrato gare della Women's Super League sin dalla stagione inaugurale nel 2011 a fino al 2024, arbitrando due finali della Women's FA Cup (nel 2017 e nel 2020) e l'edizione 2020 della FA Women's Community Shield. A partire dalla stagione 2018-19 ha arbitrato alcune partite della National League, la lega semiprofessionistica inglese che rappresenta il quinto e il sesto livello del campionato maschile. Nel dicembre 2020, assieme all'assistente arbitrale Emily Carney, è stata inserita dall'UEFA nella categoria élite degli arbitri donna.
Il 30 marzo 2021 è stata designata per la partita tra Harrogate Town e Port Vale, valida per il campionato di Football League Two, diventando la prima donna ad essere designata per una partita nell'English Football League. Il 21 giugno successivo è stata inclusa nella lista degli arbitri dell'English Football League. Il 29 dicembre 2021 è stato annunciato che avrebbe arbitrato una partita del terzo turno della FA Cup, quella tra Birmingham City e Plymouth, prevista l'8 gennaio 2022, diventando la prima donna ad arbitrare una partita della coppa nazionale inglese per squadre maschili.
Il 19 aprile 2022 è stata inserita dall'UEFA nella lista degli arbitri in vista del campionato europeo femminile 2022. Welch ha arbitrato tre partite nel corso della manifestazione: la partita tra Francia ed Italia e quella tra Danimarca e Spagna, entrambe valide per la fase a gironi, e la partita tra Germania ed Austria valida per i quarti di finale. Il 9 gennaio 2023 è stata inserita dalla FIFA nella lista degli arbitri in vista del campionato mondiale femminile 2023. Welch ha arbitrato tre partite nel corso della manifestazione: la partita tra Colombia e Corea del Sud e quella tra Portogallo e Stati Uniti, entrambe valide per la fase a gironi, e la partita tra Australia e Danimarca valida per gli ottavi di finale.
Dopo che il 20 gennaio 2023 era diventata la prima donna ad arbitrare una partita di Football League Championship, la seconda serie del campionato inglese maschile, il 23 dicembre 2023 è diventata la prima donna ad arbitrare una partita della Premier League, la massima serie del campionato inglese maschile. Welch è stata, infatti, designata per l'incontro tra Fulham e Burnley, valido per la diciottesima giornata di campionato.
L'8 marzo 2024 è stata inserita nella Hall of Fame del calcio inglese, secondo arbitro a farne parte dopo Jack Taylor, introdotto nel 2013. Poche settimane dopo Welch è stata designata come arbitro per la finale dell'UEFA Women's Champions League 2024-2025, disputata a Bilbao da Barcellona ed Olympique Lione, e venendo assistita dalle connazionali Natalie Aspinall ed Emily Carney. Welch è stata anche inclusa nella lista degli arbitri per il torneo femminile di calcio ai Giochi della XXXIII Olimpiade. Ha arbitrato tre partite nel corso della manifestazione: la partita tra Brasile e Giappone e quella tra Colombia e Canada, entrambe valide per la fase a gironi, e la partita tra Brasile e Spagna valida per le semifinali.
Il 29 agosto 2024 è stato annunciato il ritiro dall'arbitraggio di Rebecca Welch, la quale avrebbe assunto un ruolo dirigenziale all'interno del PGMOL (Professional Game Match Officials Limited), ossia l'ente responsabile per le designazioni arbitrali nel calcio professionistico inglese. Il 5 dicembre 2024 è stata inserita nella Hall of Fame della Women's Super League, assieme alle calciatrici Steph Houghton, Alex Scott e Gilly Flaherty. Il 25 dicembre 2024 è stata premiata come migliore arbitro donna dell'anno 2024 dalla IFFHS.

## Riconoscimenti
- Inserita nella Hall of Fame del calcio inglese

2024
- Inserita nella Hall of Fame della Women's Super League

2024
- Miglior arbitro dell'anno IFFHS

2024